# Horseheads (pueblo)
Horseheads es un pueblo (subdivisión administrativa equivalente a un municipio) del condado de Chemung, Nueva York, Estados Unidos. Según el censo de 2020, tiene una población de 19 374 habitantes.
En Nueva York, un town (en español, literalmente, pueblo) es una corporación municipal. Es la división principal de cada condado (excluyendo los cinco boroughs que componen la ciudad de Nueva York), muy similar a los municipios (townships) de otros estados como Pensilvania, Ohio e Indiana .Al igual que en Nueva Jersey y el sur de Nueva Inglaterra, todos los habitantes del estado que no viven en una ciudad o en una reserva india viven en un town.

## Nombre
El significado del nombre de "Horseheads" literalmente es "cabezas de caballo" en inglés.

## Demografía
Según la Oficina del Censo en 2000 los ingresos medios por hogar en la región eran de $37,444 y los ingresos medios por familia eran de $46,827. Los hombres tenían unos ingresos medios de $36,546 frente a los $24,197 para las mujeres. La renta per cápita para la zona era de $19,795. Alrededor del 8.3% de la población estaban por debajo del umbral de pobreza.
Según la estimación 2015-2019 de la Oficina del Censo, los ingresos medios por hogar en la región son de $57,181 y los ingresos medios por familia son de $74,089. El 7.8% de la población está por debajo del umbral de pobreza.